# Joseph Guislain
Joseph Guislain, né à Gand, le 2 février 1797 et mort le 1er avril 1860, est un médecin, qui est un des pionniers du traitement de la maladie mentale en Belgique.
Il a œuvré pour un traitement humain des patients et construit le premier hospice basé sur des concepts modernes. Il a travaillé avec la jeune congrégation catholique des Frères de la Charité, en particulier avec le chanoine Pierre-Joseph Triest (1760-1836). À deux, ils ont plaidé pour un traitement moral des patients psychiatriques. Joseph Guislain est remarquable par trois aspects : il a introduit le traitement scientifique comme chef des institutions psychiatriques de Gand, il a publié et donné des conférences en tant que professeur à l'Université de Gand et comme militant il a critiqué les abus dans la psychiatrie belge et a fait campagne pour un cadre juridique et un logement approprié. L'hôpital psychiatrique qu'il a construit en 1857 en partie devenu un musée appelé musée Dr Guislain, de la même manière depuis 2012 un prix est décerné chaque année à un promoteur remarquable en matière de soins de santé mentale: le Prix Dr Guislain.

## Biographie
Guislain est né dans un milieu aisé d’architectes. Il a étudié la médecine à l'École de médecine et en 1817, il est devenu un étudiant à la Faculté de médecine de l'Université de Gand fraîchement créée en 1819. Il a été l'un des premiers de cette université promu docteur en médecine, avec la thèse De sanguinis exhalationibus in genere, ou « Les vapeurs sanglantes en général ». Il a montré un intérêt précoce pour la prise en charge des malades mentaux. En 1825, il a été mis à l’honneur par la Commission provinciale de médecine de Hollande du Nord pour son étude publiée en deux parties l'année suivante sous le titre Traité sur l'aliénation mentale et sur les hospices des aliénés. Cet ouvrage a reçu un écho international.

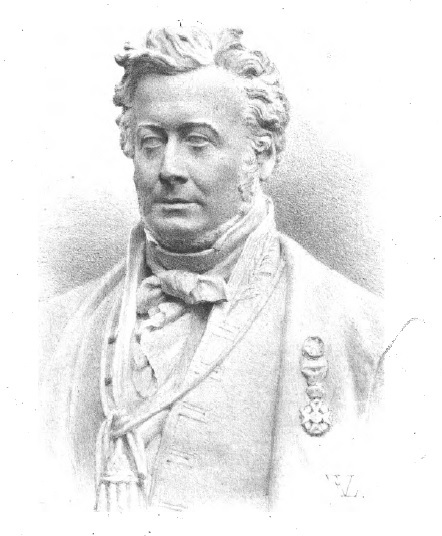
Docteur Joseph Guislain, marbre d'Antoine Van Eenaeme vers 1862.

À la suite de cette reconnaissance, en 1828 il a été nommé par la médiation du chanoine Pierre-Joseph Triest comme médecin spécial des deux institutions gantoises pour les fous. Il a pu, grâce à des études préparatoires et aux travaux des chanoines et Papeleu et Triest, commencer ses activités des conditions et des espaces modernes sans précédent à cette époque. Ghislain et Triest proposent de nouvelles règles de fonctionnement des institutions, avec de nombreuses dispositions de nature médicale et hygiénique, avec les recommandations sur des soins humains, une alimentation saine et variée, un personnel bien formé, des activités utiles pour les malades, la limitation stricte de la coercition, le respect de la confidentialité, etc. À bien des égards ces règles signifient un changement fondamental, et cela a rapidement été adopté par tous les hôpitaux psychiatriques du pays.

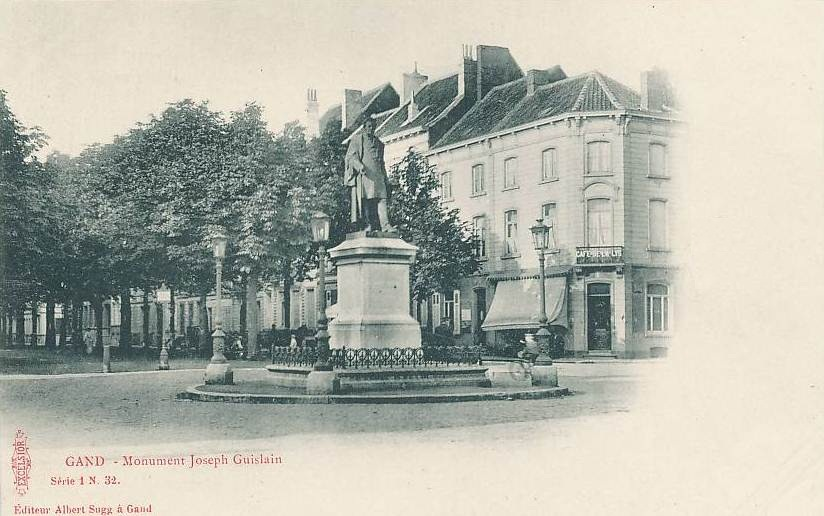
Dr Joseph Guislain (1797-1860), psychiatre. Statue à Gand par Albert Hambresin (1887).

Dès 1831 Guislain a été impliqué dans les initiatives prises par le nouveau royaume de Belgique, sous la direction d'Édouard Ducpétiaux, pour les améliorations indispensables dans les établissements d'aliénés.
« Presque tous les établissements étaient établis dans des bâtiments anciens et aucun ne répondaient pleinement aux exigences d'une maison de soins infirmiers, dignes de ce nom. Les soins médicaux étaient mal organisés, les registres d'admission et de sortie des patients n'ont pas été convenablement tenus. Peu ou pas d'attention a été accordé à l’activité des patients et les loisirs des malades ont aussi été négligés. Pire encore, la plupart des établissements étaient gérés par des gens qui comprennent leur rôle comme celui d’une entreprise rentable, quoique sur ce point la commission fait une exception honorable pour les instituts, tenus par les congrégations monastiques. » (rapport de la commission d’enquête de 1840.)
En 1835, Guislain est devenu professeur à l'Université de Gand. Dans les années suivantes, il a publié plusieurs études et rapports sur l'état de la médecine psychiatrique en Belgique. Avec Ducpétiaux, ils ont été à la base de la loi de 1850 sur le traitement des aliénés, qui s’appuyait sur les propositions qu'ils avaient tous deux développés depuis 1832.
Guislain a également cherché à soutenir ses idées et initiatives par la voie politique. Il a été élu en 1848 et réélu en 1851 conseiller communal à Gand. Il a également été élu conseiller provincial. Il a utilisé la tribune qui lui offrait le conseil  communal et provincial pour faire comme progresser ses idées dans le monde politique. En 1854, il a pris sa retraite de la vie politique.
Guislain a habité le bâtiment situé au n°29 Ingelandtgat, à Gand. Ce bâtiment est classé depuis xx[Quand ?] au patrimoine culturel sous le N° 24981.

## Guislain architecte

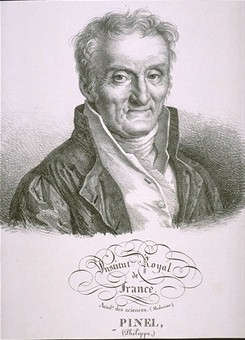
Ph. Pinel (1745-1826): "Les remèdes les plus importants contre la folie ne se trouvent que dans une institution bien organisée."

Guislain a conçu un établissement psychiatrique qui répondait ses exigences. Par son enfance, il était familier avec le dessin et l'élaboration de plans, de sorte qu'il n'est pas surprenant qu'il ait participé en 1824 au Salon de Bruxelles, un concours de la Société des Beaux-Arts de Bruxelles pour la conception d'une institution pour déficients mentaux, où il a remporté la seconde médaille.
L’architecture comme remède.
Sa vision était particulière car son architecture manifestait sa vision thérapeutique. L'architecture de l'institution a une visée de traitement moral. Il reprend cette idée à Philippe Pinel.
L'institution était donc dans un quartier calme et les bâtiments donnent une impression de liberté et de sécurité. Guislain s’est impliqué de diverses manières avec l'architecte de la ville de Gand, Adolphe Pauli, responsable de l'exécution des travaux 

Le Musée Dr Guislain, l'hospice psychiatrique gantois, (construit en 1857) en service en 2014.

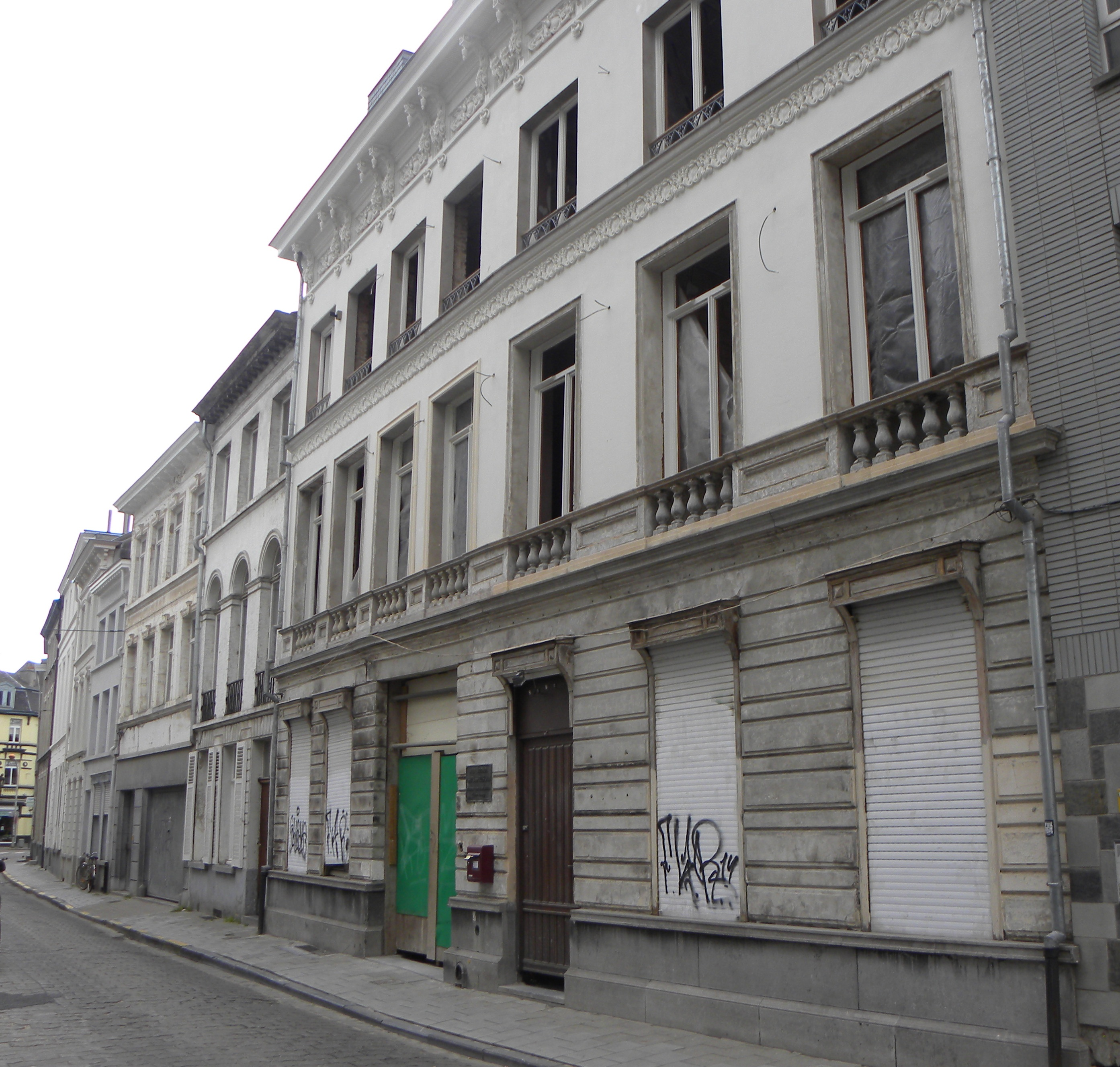
Habitation du Dr Joseph Guislain, n°29 Ingelandtgat à Gand[4].
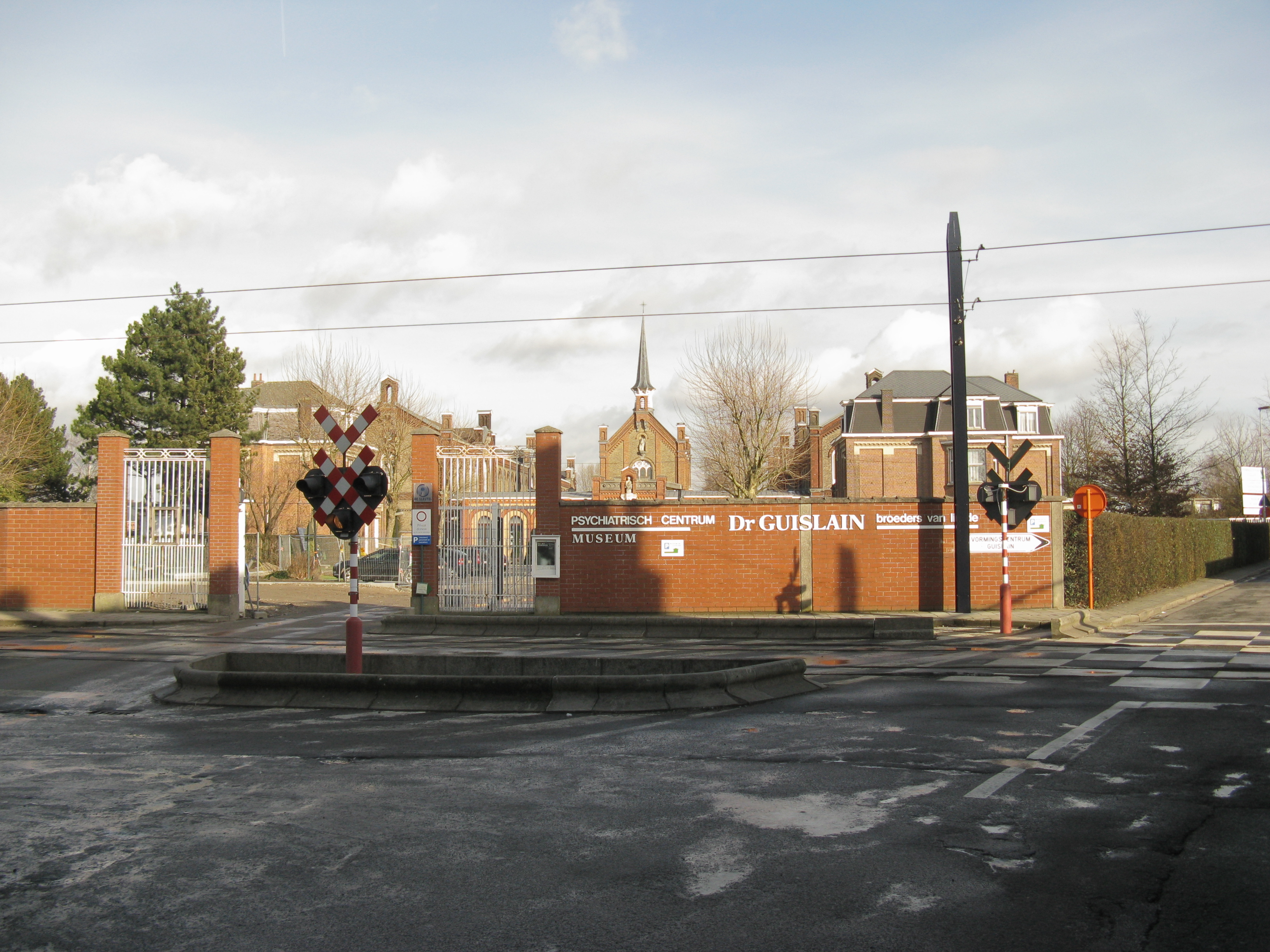
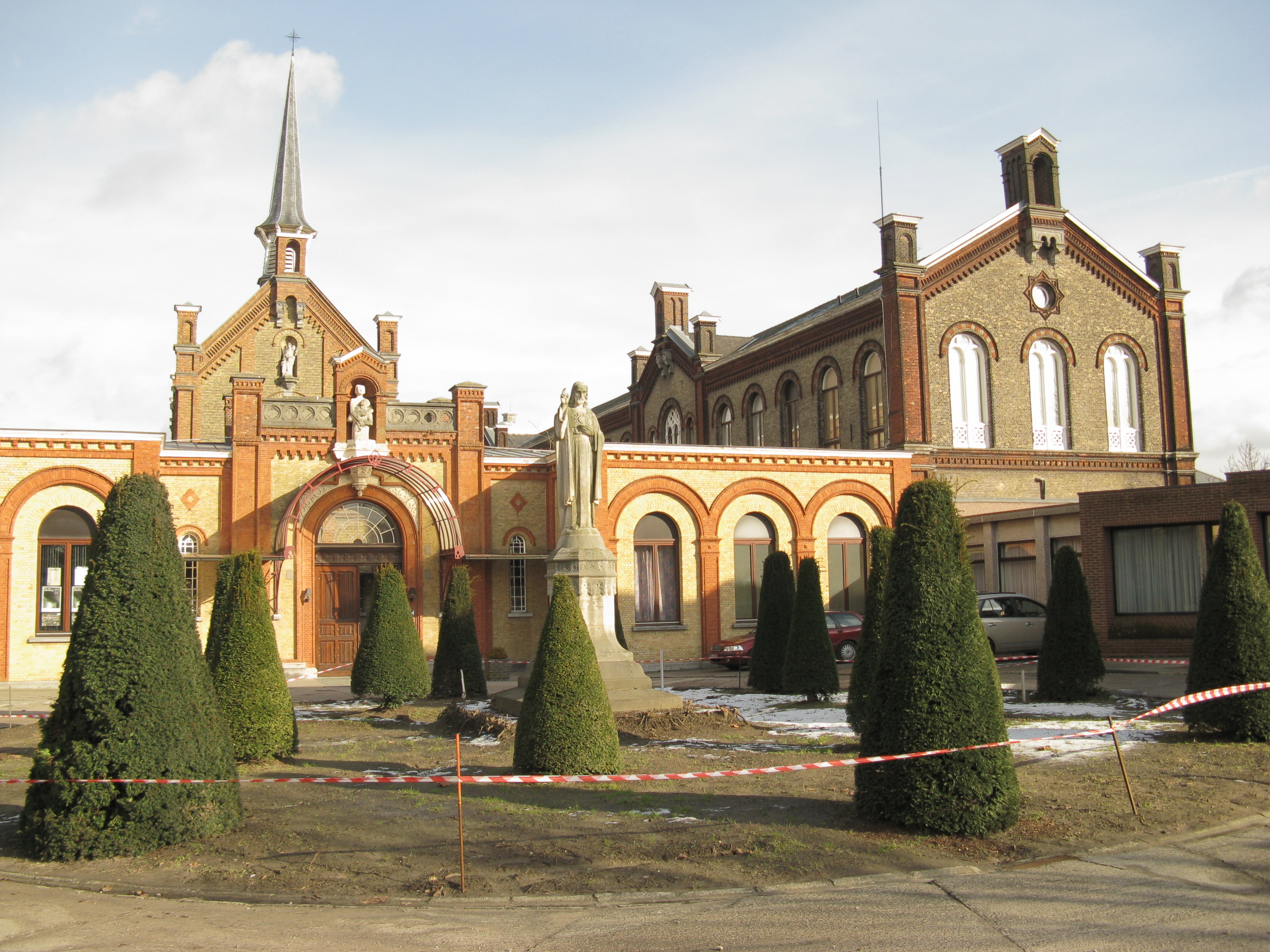
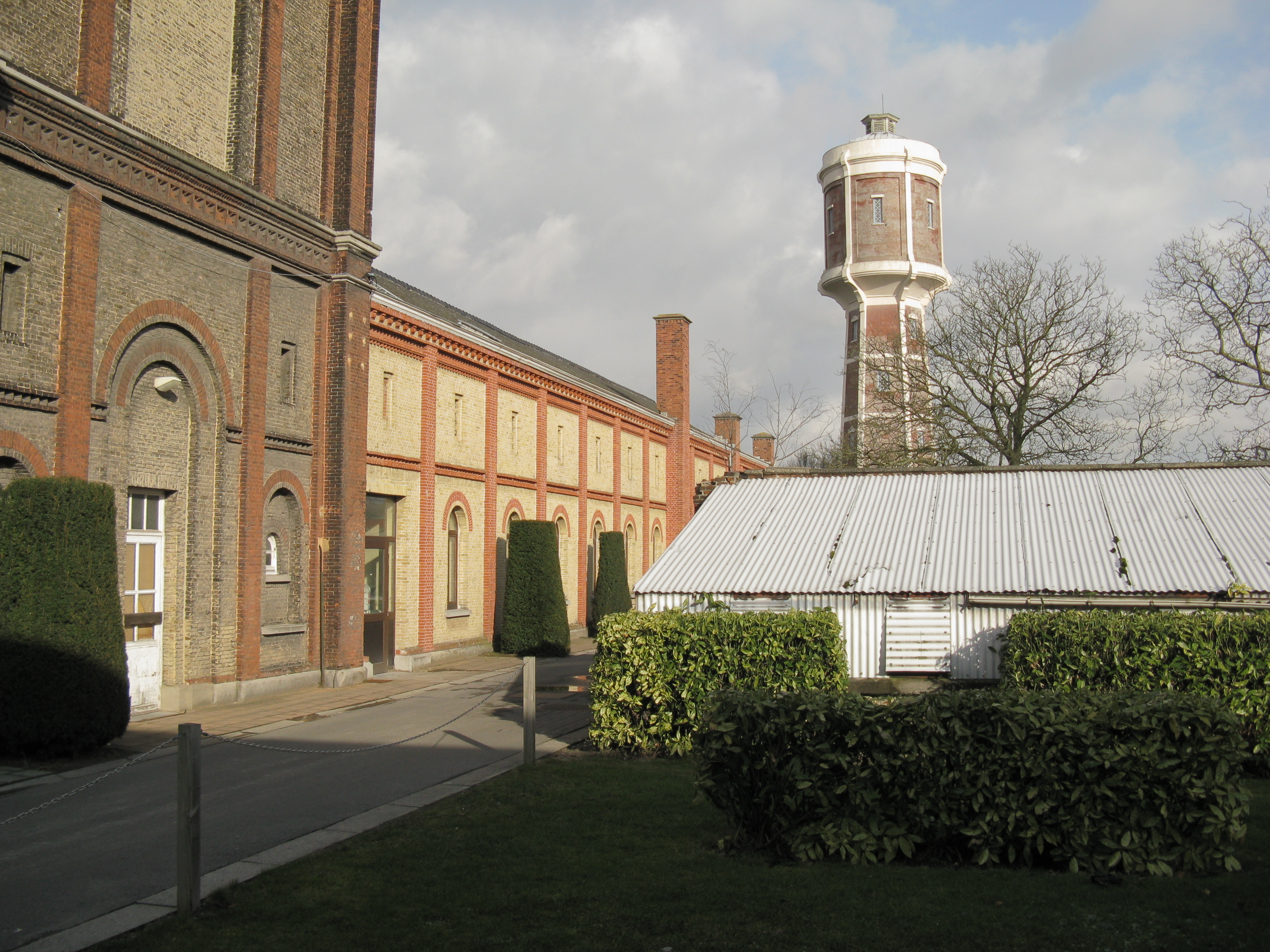
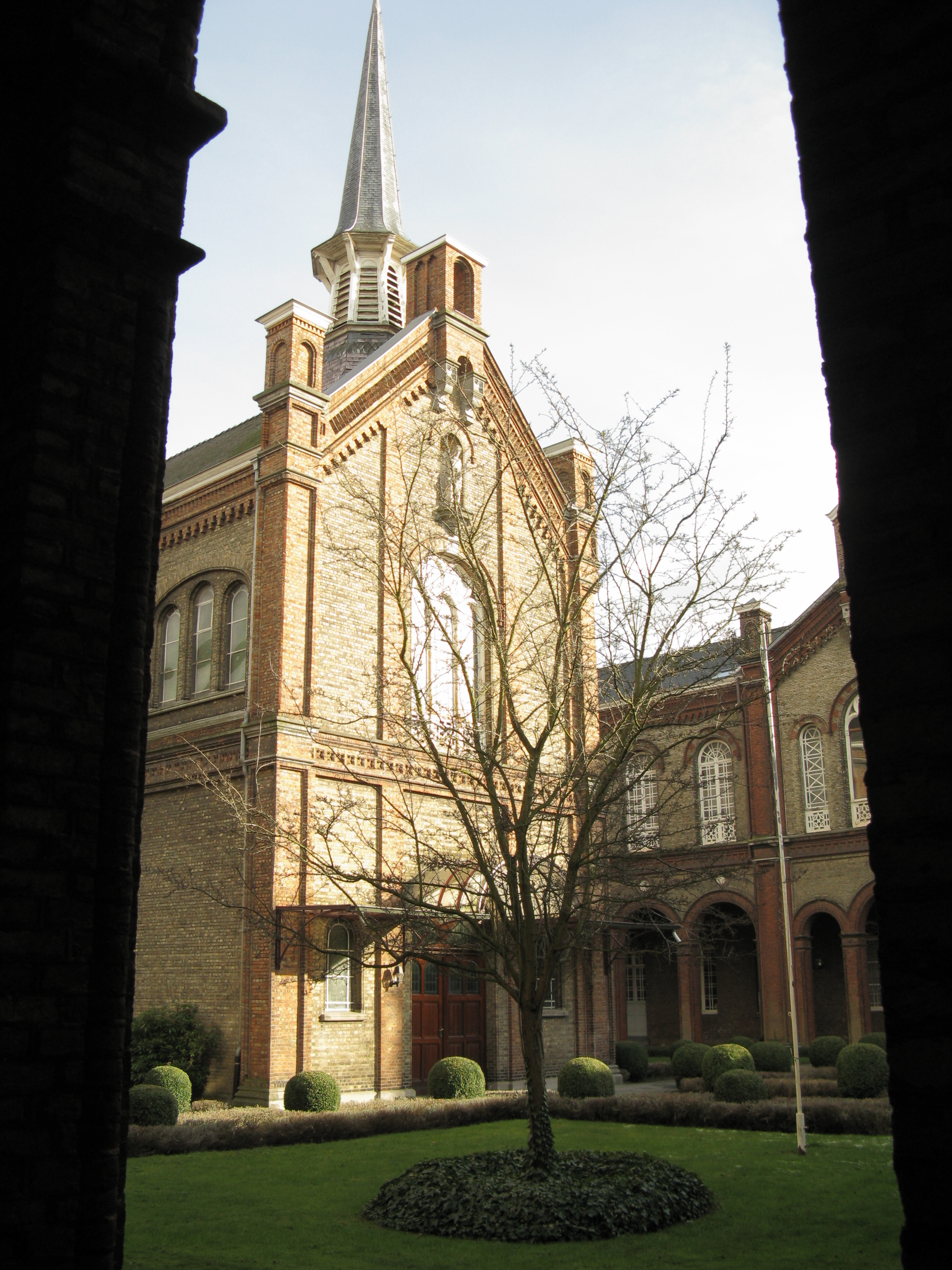

## Publications

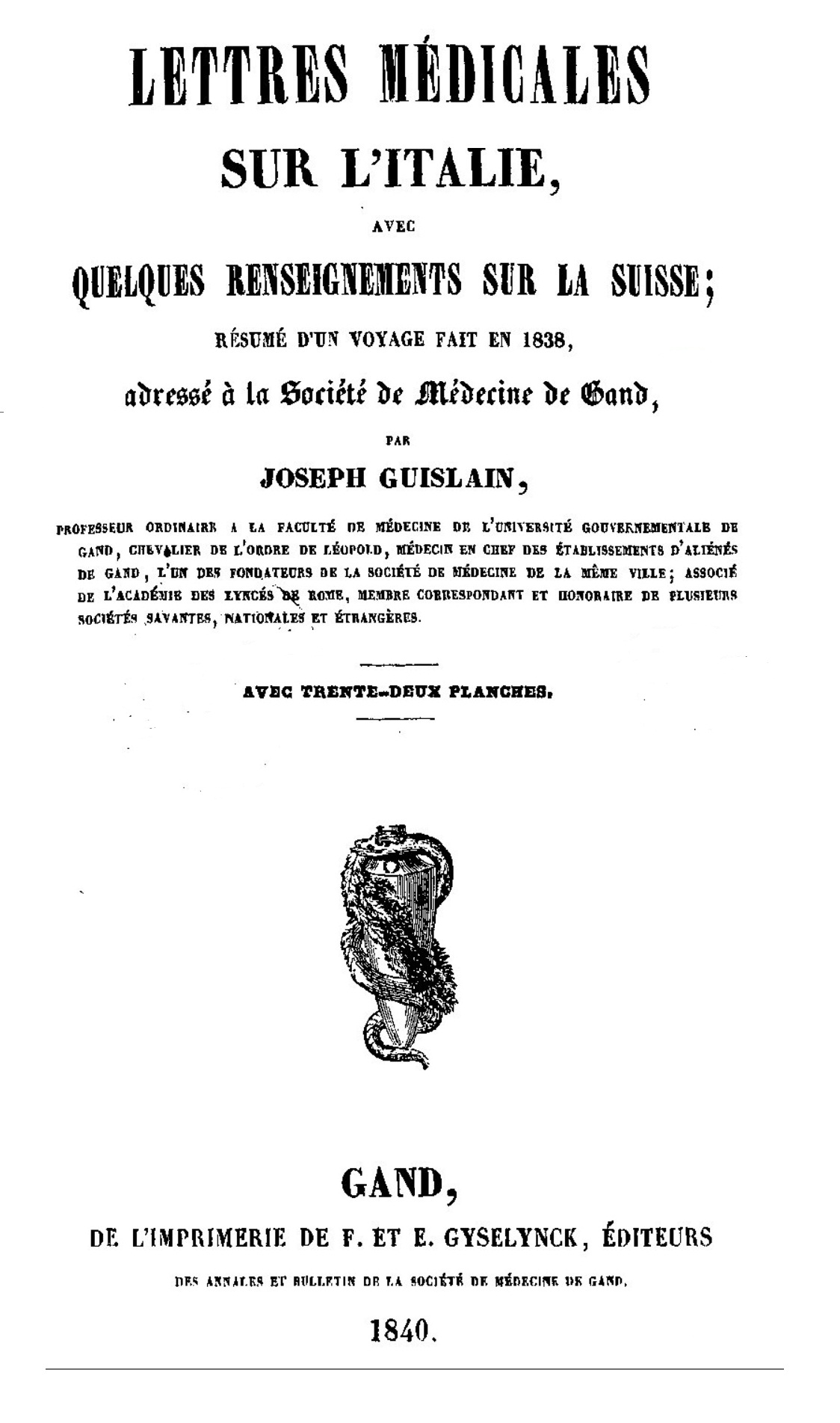
Résumé d'un voyage fait par J. Guislain en 1838.

- Traité sur l'aliénation mentale et sur les hospices des aliénés, Amsterdam, 1826.
- Avec P. J. Triest: Reglement van de krankzinnigengestichten der stad Gent, Gand, 1829.
- Traité sur les phrénopathies ou doctrine nouvelle des maladies mentales, (...), Bruxelles, 1833.
- Exposé sur l'état actuel des aliénés en Belgique et notamment dans la province de la Flandre Orientale, Gand, 1838.
- Lettres médicales sur l'Italie avec quelques renseignements sur la Suisse: Résumé d'un voyage fait en 1838 adressé à la Société de Médecine de Gand. 343p. Frères Gyselinck . Gand, 1840.
- Leçons orales sur les Phrénopathies ou Traité théorique et pratique des maladies mentales, Gand, Hebbelynck, 1852, 3 vol.

## Hommages
- Portrait peint par J.E. Van der Plaetsen.
- Buste(s) en marbre dû au ciseau de Antoine van Eenaeme[5]
- Statue de Joseph Guislain à Gand. Financée par souscription internationale, créée par A. Hambersin, inaugurée en 1887.

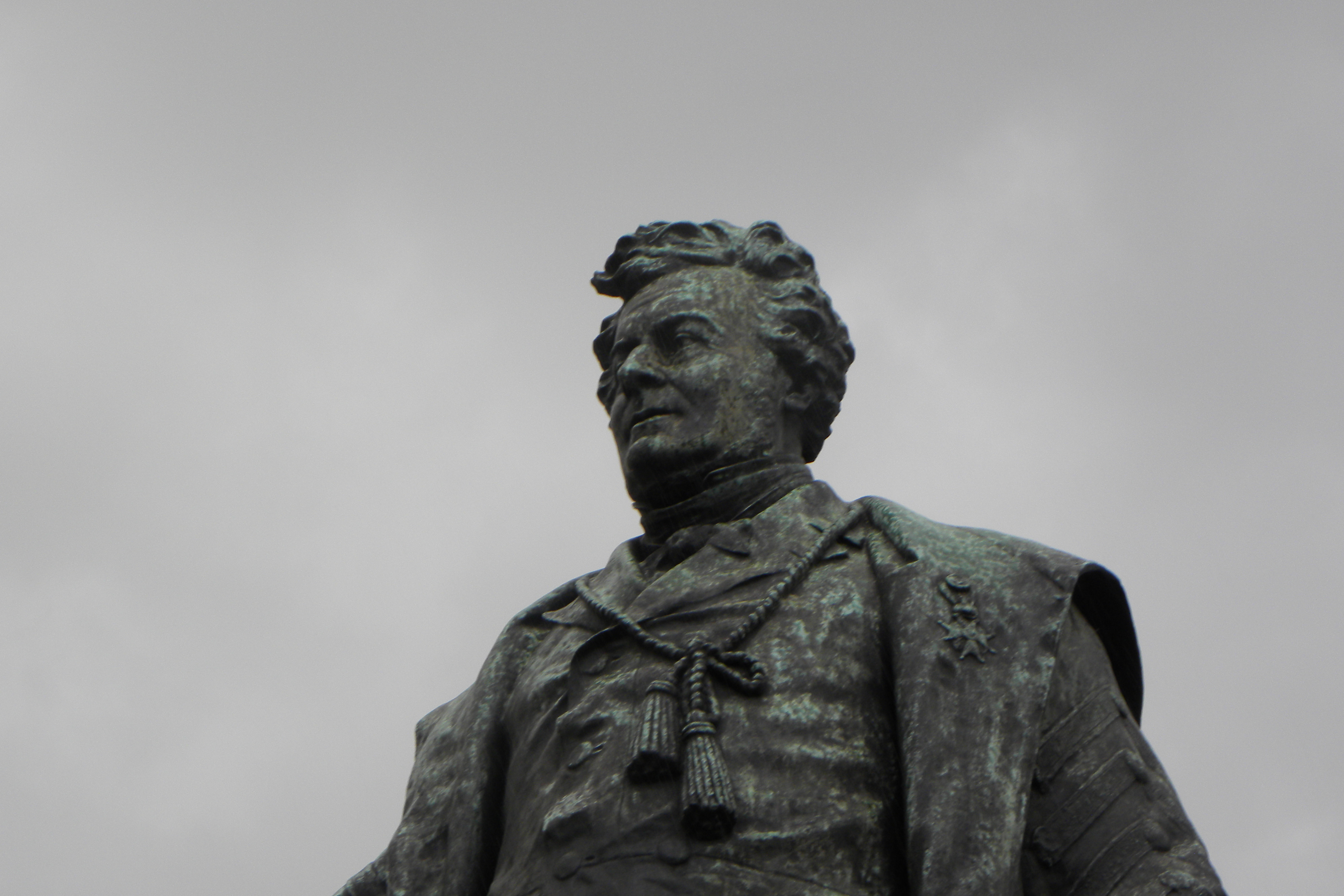
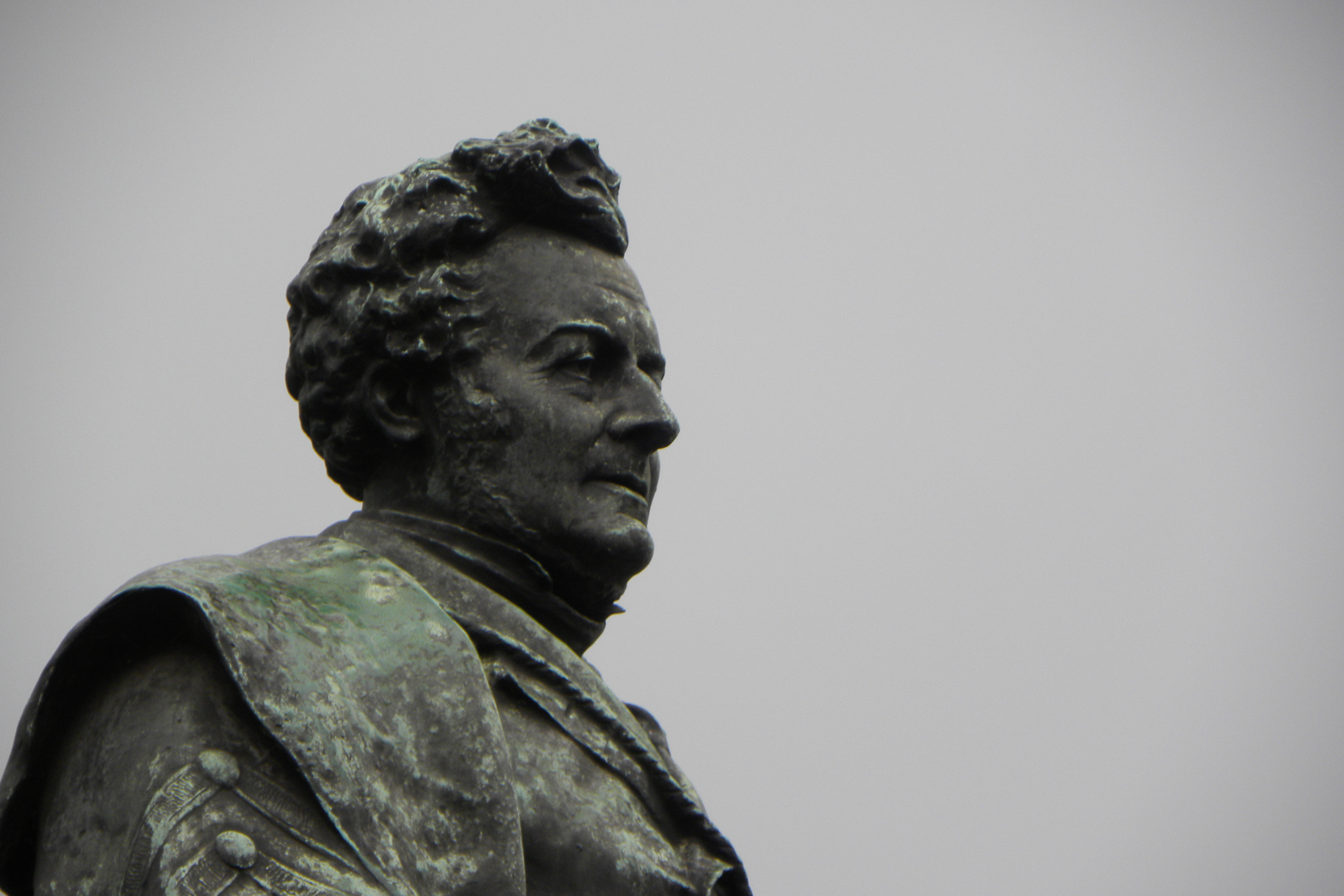
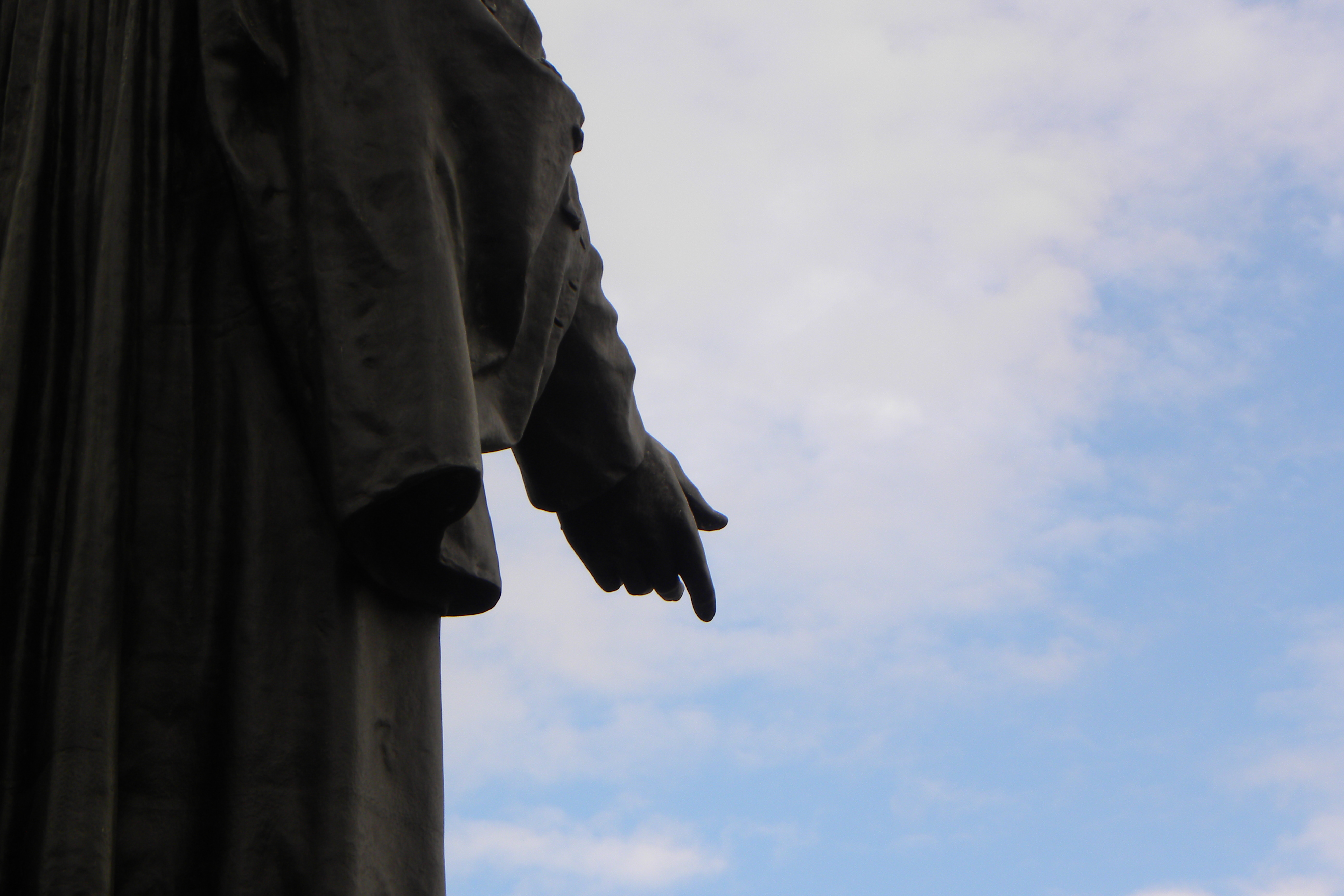
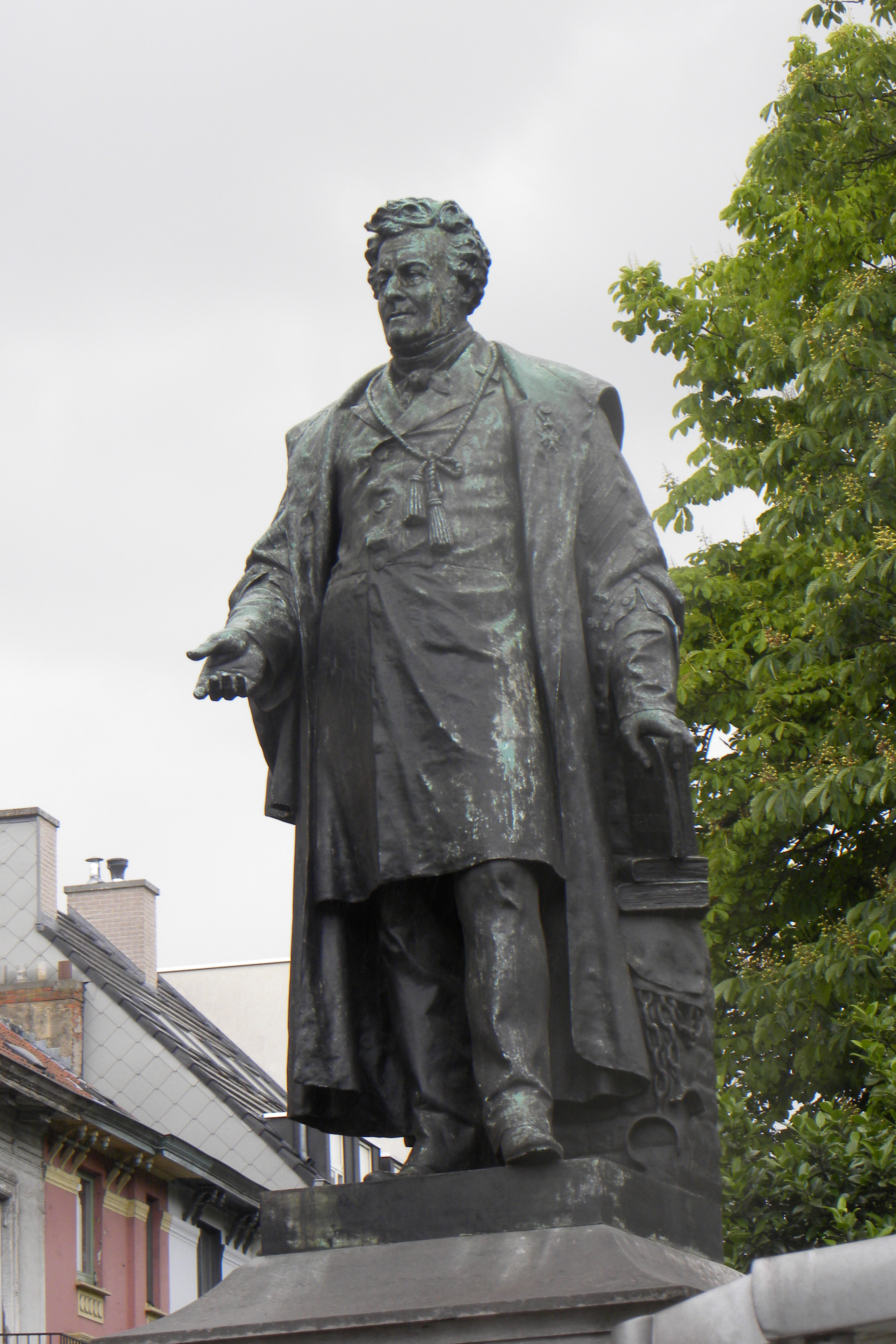
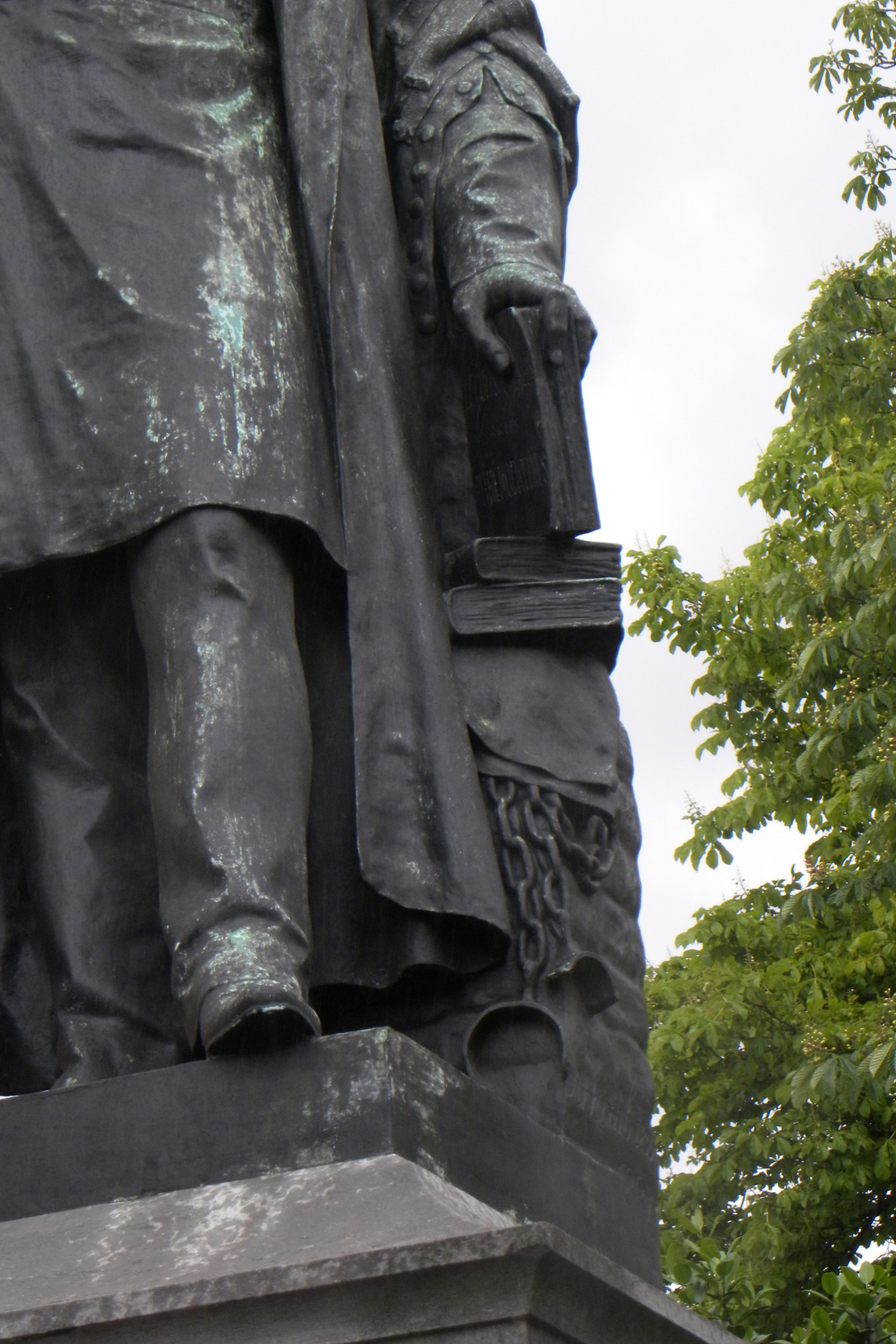
Les chaînes des aliénés brisées par la connaissance.
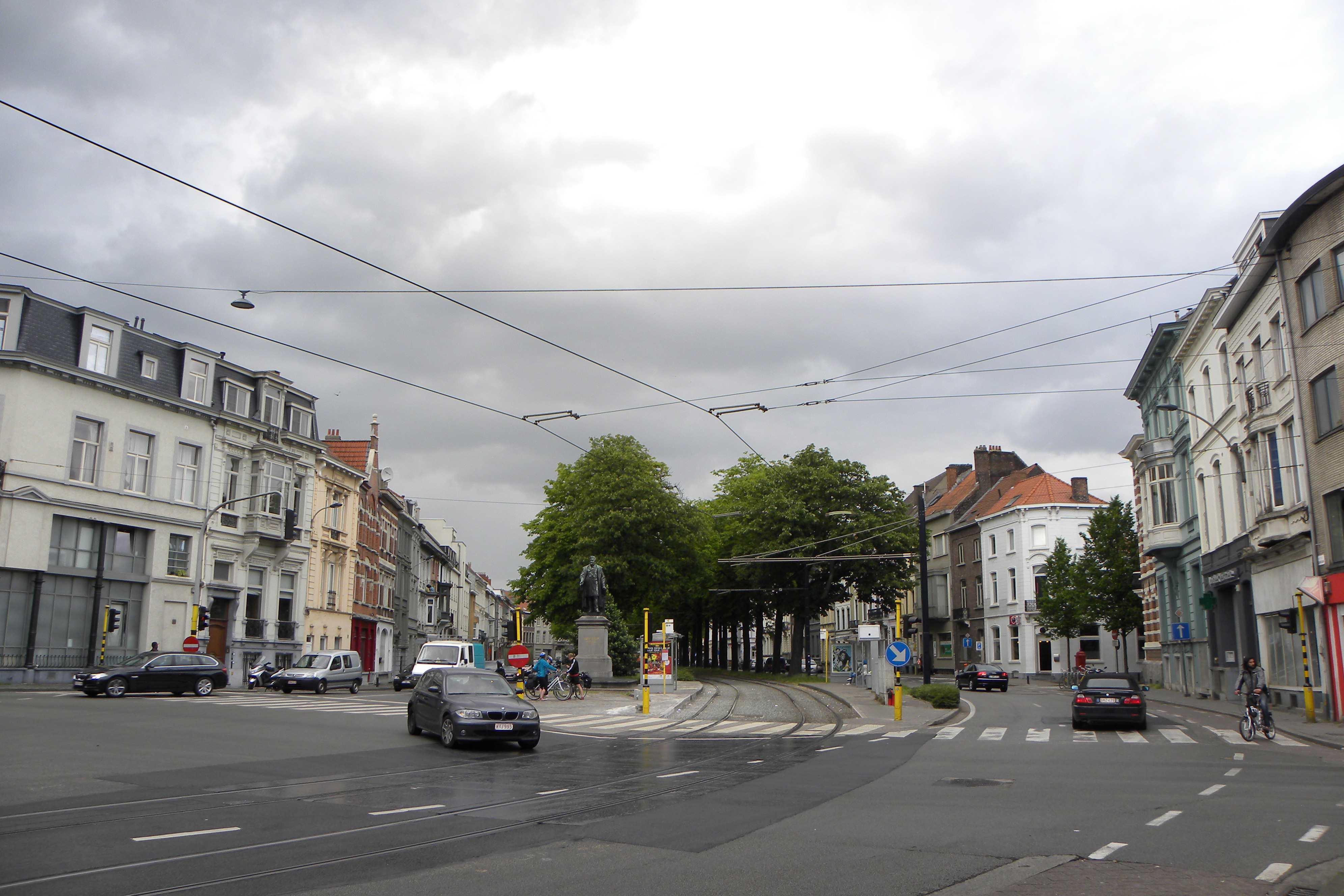
Situation du monument à la porte de Bruges.

### Honneurs
- Officier de l'Ordre de Léopold[6]
- Membre de l'Académie Royale belge de Médecine (1842)
- Membre de l'Académie Impériale de Médecine, Paris (vers 1852)[7]
- Membre correspondant de plusieurs Académies étrangères.
- Musée Joseph Guislain à Gand
- Pont Joseph Guislain à Gand
- Joseph Guislain Award